# All'amica risanata
All'amica risanata è un'ode scritta da Ugo Foscolo nel 1802 e pubblicata nel 1803 per la guarigione della contessa milanese Antonietta Fagnani Arese. L'ode è composta da sedici strofe, di sei versi ciascuna, cinque settenari  e un endecasillabo. Lo schema rimico è abacdd.
Al confronto con l'ode A Luigia Pallavicini caduta da cavallo, All'amica risanata è di gran lunga poeticamente più riuscita e intensa. Se nell'ode precedente il poeta cantava la trepidazione per la bellezza che è in pericolo, in questa ode egli esulta per quella che risorge. Il canto diventa libero da ogni intento descrittivo e svela il nucleo romantico del mito neoclassico della Bellezza che non è da intendere come sola gioia per gli occhi, ma come rasserenamento e consolazione dell'animo.

## Trama
In quest'ode il poeta parla della vanità di una bellissima donna che organizzava feste e invitava artisti e letterati nella famosa Villa Litta di Lainate; purtroppo si ammalò e non riuscì più a partecipare agli incontri, per problemi sia fisici sia mentali, scossa dalla malattia. Come il pianeta Venere si alza brillante a far fuggire le tenebre, così l'amica si alza, guarita, dal letto e in lei rinasce quella bellezza che faceva trepidare. Le Ore, durante la malattia dispensatrici di medicine, le porgono ora i bei vestiti e gli ornamenti in modo che, quando ella ritornerà nei luoghi notturni, tutti la potranno ammirare come se fosse una dea. La bellezza della donna non morirà ma durerà eterna se un poeta la canterà, così come per Diana, Bellona e Venere, donne mortali che il canto dei poeti rese immortali. Foscolo, che è nato in quel mare dove regnò Venere e dove era lo spirito senza speranza di Saffo, trasporterà nella pur severa poesia italiana i ritmi più delicati e soavi della poesia eolica (di cui Saffo fu l'esponente somma) per cantare la donna amata che sarà venerata come dea dalle donne lombarde delle generazioni future ("Le insubri nepoti", così chiamate in ragione dei Galli Insubri che abitarono la zona).

## Analisi
L’ode si apre negli “antri marini” in cui abbiamo lasciato Luigia Pallavicini (v. 57), stavolta all’alba, “astro più caro a Venere [Espero] co’ suoi rugiadosi crini”. La chioma rugiadosa, già attribuita alla Pallade dell’ode precedente, non è che elemento rigeneratore insieme alla stessa alba, i cui colori sono rosei (lo stesso colore torna al v. 14) e dunque opposti al bianco marmoreo della morte.
Allo stesso modo sorgono dal letto, su cui la donna ha giaciuto malata, le membra ora ristorate, e in essa rivive la bellezza, unico conforto ai mali di cui soffrono le menti destinate a illudersi per natura. Non è casuale la preposizione “in” al verso 9: non si vuole tanto celebrare la bellezza della donna, quella esteriore, ma la bellezza in sé, che è un valore indispensabile per la vita.
Il tema delle menti “nate a vaneggiar”, in cui si ripresentano nuovamente le illusioni, ha origine da Petrarca, il quale visse “fra le vane speranze e ‘l van dolore” (Canzoniere, 1) e che tratta nel sonetto 2 il tema della bellezza come vanitas (“le crespe chiome d’òr puro lucente / e ’l lampeggiar de l’angelico riso, / che solean fare in terra un paradiso, / poca polvere son, che nulla sente”).
Le ore del tempo vengono personificate come ancelle, che prima somministravano farmaci alla donna e ora porgono una veste di seta insieme a monili adorni di cammei in cui sono effigiate divinità classiche, opera preziosa di artisti greci. Vengono offerte anche scarpette da ballo (i “candidi coturni”) perché i giovani possano ammirare nella danza la sua bellezza, “principio d’affanni e di speranze”.
La danza è proprio celebrazione della vita e della bellezza con cui la donna diventa divinità, tanto da essere invocata “Te, Dea”, palese rimando al proemio del De Rerum Natura di Lucrezio (“Te, dea, te fugiunt venti, te nubila caeli”).
Tuttavia Venere è compagna di Marte, contenendo dunque in sé anche un principio distruttivo: tutto nel modo risponde al ciclo amore-guerra. Come già spiegato, il ruolo della poesia è quello di eternare la bellezza sottraendola a tale ciclo: la soluzione è quella di collocare la donna accanto agli dèi e cristallizzare il suo splendore nel bianco marmoreo delle effigi achee.
La parte centrale dell’ode è completamente dominata dal momento contemplativo: la donna celebrata suona e canta, simbolizzazione delle Belle Arti, in una descrizione che somiglia più alle statue di Canova, in cui la veste aderente (il “bisso”) ne svela le forme morbide.
Torna anche la scena della chioma che casca e si muove libera alla danza: in Luigia Pallavicini tale scena intendeva ricordare uno splendore passato, stavolta qui celebra il momento presente. E se nella prima ode la chioma veniva presentata in accostamento a Pallade, anche qui il riferimento è comunque sottinteso dalla fonte callimachea: nell'Inno V Pallade si deterge infatti i capelli e riacquista colore. La ghirlanda e il mese di Aprile sono inoltre simbolo di rinascita, e la prima si oppone ai lacci che trattengono Luigia Pallavicini. La danza è apocalisse e rivelazione della bellezza, che in questi versi si scatena nella sua funzione ammaliatrice, con il rischio di scatenare però le passioni: la poesia neoclassica ha il compito di mitizzare tali passioni, recando la loro forza nella rappresentazione di esse, una “quieta grandezza”.
Ecco dunque che riappare la figura della morte, stavolta occasione di biasimo per chi la ricorda: le ore eternizzate sono infatti invidiate e le Grazie possono solo osservare mestamente chi ricorda alla donna “la beltà fugace” e “il giorno dell’eterna pace”.
Le Grazie, scrive Palumbo appaiono nel loro ruolo di salvatrici delle cose belle dell’umanità. Difendono la memoria degli individui e permettono che essa resista alla morte, guadagnando una vita più duratura dei corpi e delle loro forme caduche. Le due parole in rima (fugace - pace) sottolineano la fatalità del destino mortale. Proprio mortale, infatti, è la parola iniziale di questa parte finale dell’ode. Le strofe che seguono, quasi ad attenuare o porre rimedio all’amarezza della legge naturale, raccontano storie di una vita che dura oltre la morte. I miti sono esattamente la raffigurazione allegorica di questa possibilità, incorporata nelle vicende di tre donne che la poesia ha trasformato in divinità eterne.
L’amica risanata è paragonata ai vv. 55-84 a tre differenti figure mitologiche: “la casta Artemide” (v. 58), Bellona, “invitta amazzone” (v. 67), Venere (la “Citera” del v. 79): tutte e tre le dee, secondo la concezione evemeristica dei miti, erano creature mortali trasformate in divinità dai racconti degli uomini sulle loro imprese. Il compito che Foscolo assegna alla poesia è sostanzialmente questo: rendere eterna la bellezza femminile, perché essa è simbolo dei valori più alti dell’umanità.
Al ricordo del mar Ionio, in cui sorge l’isola natia di Foscolo, viene evocata la figura dello spirito “ignudo” di Saffo, la giovane poetessa innamorata di Faone: la brezza che soffia dolcemente sui flutti riporta a riva il lamento della sua lira. Foscolo, ispirato dall’aria sacra della terra natale, riporta la musica della cetra greca alla poesia italiana, cosicché la donna celebrata, divenuta divina, possa ricevere le lodi dei posteri.
La comparsa di Saffo, insieme al ricordo della morte, è nell’ode All’amica risanata l’unico elemento di inquietudine: la poetessa è evocazione della morte in senso vero e proprio. Tuttavia l’immagine ha anche un senso positivo. Saffo, insieme alle tre figure mitologiche precedenti, viene presentata infatti al termine della contemplazione della bellezza durante la danza, un’esperienza estetica di altissimo livello, che ha raggiunto la sua acme. Adesso c’è dunque la necessità di uscire dai limiti della finitezza temporale ed esperienziale, ed uscire da questi limiti comporta una soluzione simile alla morte: ecco che nell’isomorfismo tra esperienza estetica e morte c’è l’analogia del superamento dei limiti umani.
Per comprendere quest’aspetto importante dell’ideologia foscoliana è necessario leggere un secondo autore, Giacomo Leopardi, che ci presenta la figura della poetessa greca ne L’ultimo canto di Saffo. Nella canzone la donna contempla la natura prima di scoprire la verità (di essere brutta e di non essere ricambiata in amore), e in tale contemplazione è colta da una gioia inconsueta: “Noi per le balze e le profonde valli / natar giova tra' nembi, e noi la vasta / fuga de' greggi sbigottiti, o d’alto / fiume alla dubbia sponda / il suono e la vittrice ira dell’onda. // Bello il tuo manto, o divo cielo, e bella / sei tu, rorida terra”. Anche qui, nel tema del sublime, è acutissima l’esperienza estetica, tanto da portare al desiderio di tornare al tutto attraverso la morte. La contemplazione della natura e il suicidio di Saffo diventano dunque un’unica cosa: un tuffo sulla scogliera.